# Sophie Wolff
Sophie Wolff (geboren 22. Februar 1871 in Berlin; gestorben 22. Februar 1944 in Wittenau) war eine deutsche Bildhauerin und Malerin.

## Leben
Sophie Wolff wurde als Tochter des Hugo Wolff und dessen Ehefrau Auguste geb. Seydel geboren.
Sophie Wolffs Lebenslauf ist nur ungefähr bekannt. Eine der wichtigsten Quellen zu ihr sind die Tagebücher von Käthe Kollwitz, mit der sie gut befreundet war. Sie stammte aus einer jüdischen Bankiersfamilie, die zum evangelischen Glauben übergetreten war. Ihre ältere Schwester war die Malerin Betty Wolff.
1893 und 1894 stellte Wolff erstmals auf der Großen Berliner Kunstausstellung aus. 1899 war sie Mitglied der Berliner Secession. Spätestens ab 1904 lebte sie in Paris, wo sie sich erfolgreich als Malerin bei den Ausstellungen des Salon des Indépendants präsentierte. Gemeinsam mit Kollwitz besuchte sie die Ateliers von Auguste Rodin. Dies soll ihr den Anstoß gegeben haben, sich der Bildhauerei zuzuwenden.
Kurz vor Beginn des Ersten Weltkriegs kehrte sie zurück nach Berlin. Dort war sie weniger erfolgreich als in Paris. Dort stellte sie bei den Ausstellungen der Secession und der Juryfreien Kunstschau aus. Dort vernetzte sie sich aktiv. Sie gehörte dem Deutschen Lyceum-Club und dem von Käthe Kollwitz gegründeten Frauenkunstverband an.
1929 trat sie dem Verein der Künstlerinnen und Kunstfreundinnen zu Berlin bei. Diese Mitgliedschaft endete 1934, als die Nationalsozialistinnen sie als „Halbjüdin“ einstuften und aus der Reichskammer der bildenden Künste ausschlossen. 1944 starb sie in der Heilanstalt Wittenau (heute Karl-Bonhoeffer-Nervenklinik). Als Todesursache wird Hirnaderverkalkung, Herzmuskelentartung angegeben.

## Schaffen

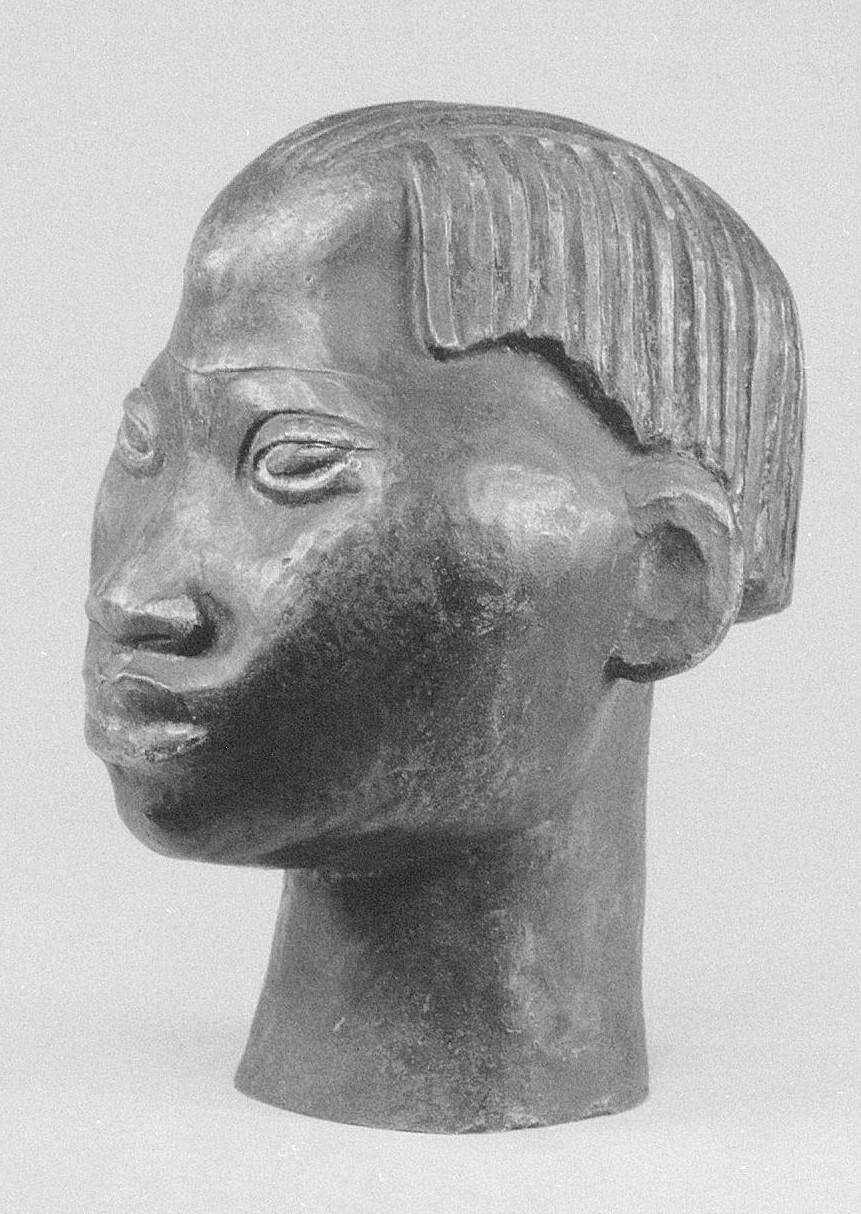
Kopf einer jungen Schwarzen von Sophie Wolff, 1913/14 oder 1920

Bekannt sind von Sophie Wolff vor allem Porträtplastiken, davon viele von Schwarzafrikanern und -afrikanerinnen. Ihre Werke finden sich heute in der Nationalgalerie Berlin, im Georg-Kolbe-Museum und im Stadtmuseum Berlin.
Käthe Kollwitz schrieb über ihre künstlerischen Fähigkeiten:

„Sie arbeitet gut: klug, sehr überlegt und doch mit Passion. […] Sie hat ein starkes künstlerisches Gefühl und ihre Klugheit hilft ihr nur den richtigen Weg zu finden. Sie geht recht unbeirrt ihren Weg und glaubt an sich. […] Solche Arbeiten wie ihre könnt ich nicht machen.“

### Werke (Auswahl)
- Kopf einer jungen Schwarzen, Bronzekopf, teilweise farbig bemalt, um 1913/1914 oder 1920.[5]
- Kopf eines Dahomey, Bronzekopf, vor 1927.[2]
- Porträt Paul Signacs, 1928.[5]